# Шагаму
Шагаму (англ. Shagamu) — город и район местного управления в юго-западной части Нигерии, на территории штата Огун.

## Географическое положение
Город находится в центральной части штата, на берегах реки Ибу. Абсолютная высота — 63 метра над уровнем моря.
Шагаму расположен на расстоянии приблизительно 40 километров к юго-востоку от Абеокуты, административного центра штата и на расстоянии 480 километров к юго-западу от Абуджи, столицы страны.

## Население
По данным переписи 1991 года численность населения Шагаму составляла 127 513 человек.
Динамика численности населения города по годам:
| 1991    | 2012    |
| ------- | ------- |
| 127 513 | 173 253 |

## Экономика
В окрестностях Шагаму ведётся добыча известняков, являющихся сырьём, для производимого в городе цемента. Также к продуктам городского экспорта относятся какао и орехи колы.

## Транспорт
Ближайший аэропорт — Международный аэропорт имени Мурталы Мохаммеда.